# Bão Bolaven (2018)
Bão Bolaven - Cơn bão đầu tiên của năm 2018, còn được biết với tên Angaton ở Philippines hay "Bão số 1 năm 2018" ở Việt Nam.

## Cấp bão
Cấp bão (Việt Nam): Cấp 8 – Bão nhiệt đới.
Cấp bão (Nhật Bản): 35kts – Bão nhiệt đới, áp suất 1002 hPa (mbar).
Cấp bão (Hoa Kỳ): 35kts – Áp thấp nhiệt đới.
Cấp bão (Hồng Kông - Trung Quốc): 65 km/h (18 m/s) – Bão nhiệt đới.
Cấp bão (Philippines): Bão nhiệt đới.

## Lịch sử khí tượng
- Cơn bão này được tính vào cả hai mùa bão 2017 và 2018, trường hợp giống bão Alice năm 1979.
- Tại Việt Nam đây được xem là bão rớt của mùa bão năm 2017, mặc dù cơn bão Bolaven này tính vào mùa mưa bão năm 2018 (bão số 1). Trường hợp này giống bão Roy (bão số 1 năm 1988) và bão Sonamu (bão số 1 năm 2013).
- Dù đã suy yếu thành vùng thấp trước khi đi vào đất liền và tan trên địa phận tỉnh Phú Yên, nhưng bão đã gây mưa (tuy với lượng không lớn) cho các tỉnh từ Đà Nẵng đến Khánh Hòa. Đây là một trong những xoáy thuận hiếm hoi mà có tác động đến Việt Nam ngay trong tháng 1.
- Một khu vực áp suất thấp sau phát triển thành một áp thấp nhiệt đới phía đông bắc của đảo Palau vào ngày 30 tháng 12 năm 2017. Hệ thống di chuyển về phía tây và vào ngày đầu tiên của năm 2018, PAGASA bắt đầu đưa ra các khuyến cáo về hệ thống này và đặt tên nó là Agaton theo tên địa phương. Cả JMA và JTWC đều sau đó chỉ định kí hiệu hệ thống là 01W. Vào ngày 3 tháng 1, hệ thống phát triển thành một cơn bão nhiệt đới và được đặt tên là Bolaven bởi JMA, do đó trở thành cơn bão đầu tiên trong mùa. Tuy nhiên, vài giờ sau, Bolaven bắt đầu suy yếu và nhanh chóng tan đi. Hệ thống được theo dõi lần cuối bởi JMA ở phía đông Việt Nam vào ngày 4 tháng 1.

## Tác động
- Tác động gây ra bởi Bolaven (Agaton) là vừa phải với khoảng 2.000 hành khách bị mắc kẹt tại các cảng ở Visayas. Tính đến ngày 22 tháng 1, ba người đã bị báo cáo thiệt mạng do bão, trong khi tổng thiệt hại lên đến 554,7 triệu peso (10,9 triệu đô la Mỹ) không đáng kể như hai hệ thống bão trước đó là Kai-tak và Tembin.
- Cơn bão đã gây ra những tác động đối với Quần đảo Caroline, Philippines, Nam Trung Bộ.